# ايبريكسافونجرب
ايبريكسافونجرب(Ibrexafungerp )، الذي يباع تحت الإسم التجاري بريكسافان(Brexafemme )، هو دواء مضاد للفطريات يستخدم لعلاج عدوى الخميرة المهبلية. فيمكن استعماله عند الإناث بعد بدء الدورة الشهرية مباشرة. ويعطى عن طريق الفم.
تشمل الآثار الجانبية الشائعة لهذا العقار على: الإسهال والغثيان وألم البطن والدوخة.  أما استخدامه أثناء الحمل فقد يؤدي إلى الإضرار بالجنين.  و هو مضاد للفطريات من مجموعة التربينويد و يعمل عن طريق منع إنزيم غلوكان سينثاز ، الذي بدوره يمنع تكوين جدار الخلية الفطرية. 
تمت الموافقة عليه للاستخدام الطبي في الولايات المتحدة في عام 2021. على الرغم من ذلك، لم تتم الموافقة عليه في أوروبا أو المملكة المتحدة حتى عام 2022. في الولايات المتحدة، تبلغ تكلفة دورة العلاج حوالي 500 دولار أمريكي اعتبارًا من عام 2022. 